# Miloš Aligrudić
Miloš Aligrudić (en serbe cyrillique : Милош Алигрудић ; né le 6 décembre 1964 à Belgrade) est un homme politique serbe. Il est vice-président du Parti démocratique de Serbie (DSS) et député à l'Assemblée nationale de la République de Serbie,.

## Biographie
Miloš Aligrudić naît le 6 décembre 1964 à Belgrade. Il suit les cours de la Faculté de droit de l'université de Belgrade, dont il sort diplômé. Après ses études, il devient avocat et commence sa carrière dans l'administration municipale (département de la construction) et dans l'aide juridique aux personnes au niveau municipal.
Sur le plan politique, Aligrudić entre au Parti démocratique de Serbie (DSS) de Vojislav Koštunica dès sa fondation en 1992. Il devient président de la section du parti pour la municipalité de Stari grad, la partie la plus centrale de la capitale serbe, puis membre du conseil d'administration du parti ; en 2008, il en devient l'un des vice-présidents.
Aux élections législatives du 28 décembre 2003, Miloš Aligrudić figure sur la liste du DSS, qui remporte 17,72 % des suffrages et obtient 53 sièges sur 250 à l'Assemblée nationale de la République de Serbie. Aligrudić devient député. À l'Assemblée, il est membre de la Commission des questions constitutionnelles, de la Commission des affaires étrangères et de la Commission des questions administratives. En 2005, il devient président du groupe parlementaire du DSS à l'Assemblée, et, en 2006, il devient également membre de la délégation serbe à l'Assemblée parlementaire du Conseil de l'Europe,.
Aux élections législatives du 21 janvier 2007, Miloš Aligrudić figure à nouveau sur la liste du DSS, allié avec le parti Nouvelle Serbie (NS). La liste remporte 16,55 % des suffrages et obtient 47 sièges sur 250 à l'Assemblée nationale de la République, ce qui lui vaut d'obtenir un nouveau mandat ; il est reconduit dans la fonction de président de groupe. Le 21 janvier 2008, en tant que président de la délégation serbe, il devient l'un des vice-présidents de l'Assemblée parlementaire du Conseil de l'Europe.
Aux élections législatives anticipées du 11 mai 2008, il figure encore sur la liste du DSS, toujours allié à Nouvelle Serbie, qui obtient 480 987 voix, soit 11,61 % des suffrages, et envoie 30 représentants à l'Assemblée nationale ; Miloš Aligrudić est réélu député et redevient président du groupe parlementaire du DSS.
Aux élections législatives du 6 mai 2012, il figure encore une fois sur la liste du DSS, qui se présente seul devant les électeurs ; la liste obtient 6,99 % des suffrages et 21 députés ; il est réélu.
À l'Assemblée, il préside la Commission des affaires étrangères et, en tant que suppléant, il participe à la Commission de la santé et de la famille. Il est toujours membre de la délégation serbe à l'Assemblée parlementaire du Conseil de l'Europe.

## Vie privée
Miloš Aligrudić est le fils de l'acteur serbe Slobodan Aligrudić. Il s'est marié pour la seconde fois à la fin de 2011.